# 신명 (영화)
《신명》(영어명: The Pact)는  2025년 6월 2일에 개봉한 대한민국의 영화다.

## 캐스팅

### 주연
- 김규리 : 윤명자 / 윤지희 역
- 안내상 : 정현수 역

### 조연
- 주성환 : 김석일 역
- 동방우[5] : 김충석 역
- 신선희 : 차인숙 역
- 김인우 : 황가 역
- 최지현 : 서민주 역
- 박찬우 : 한석호 역
- 신유람 : 건재법사 역

### 그 외
- 미상 : 햄버거집 남성 역
- 미상 : 이정민 역
- 김어진

## 기타
- 처음 영화 가제는 <앉은뱅이 주술사 - 쥴리>였으나, 이후 <권력의 화신 - 신명>으로 제목을 바꿨으며, 개봉 2주 전 <신명>으로 제목을 확정지었다.
- 김건희와 윤석열을 비판하는 데에 입장을 같이하는데도 불구하고, 뉴탐사는 열린공감TV와 적대관계에 있는 매체답게 이 영화를 저격하는 기사들을 냈다. 위에 링크된 라이너의 영화 비평 기사도 뉴탐사에서 보도한 것이다. 특히 신명의 제작·배급사인 열공영화제작소가 정천수의 개인 회사로서 크라우드펀딩 사업을 했다는 점이나 정천수가 공동저작권자의 권리를 무시하고 독단적으로 사업을 추진하고 있었다는 점 등을 거론하며 이를 비판한 기사들이 그러하다.

## 같이 보기
- 2025년 대한민국의 영화 목록